# Johannes Jacobus Antonius Hilverdink

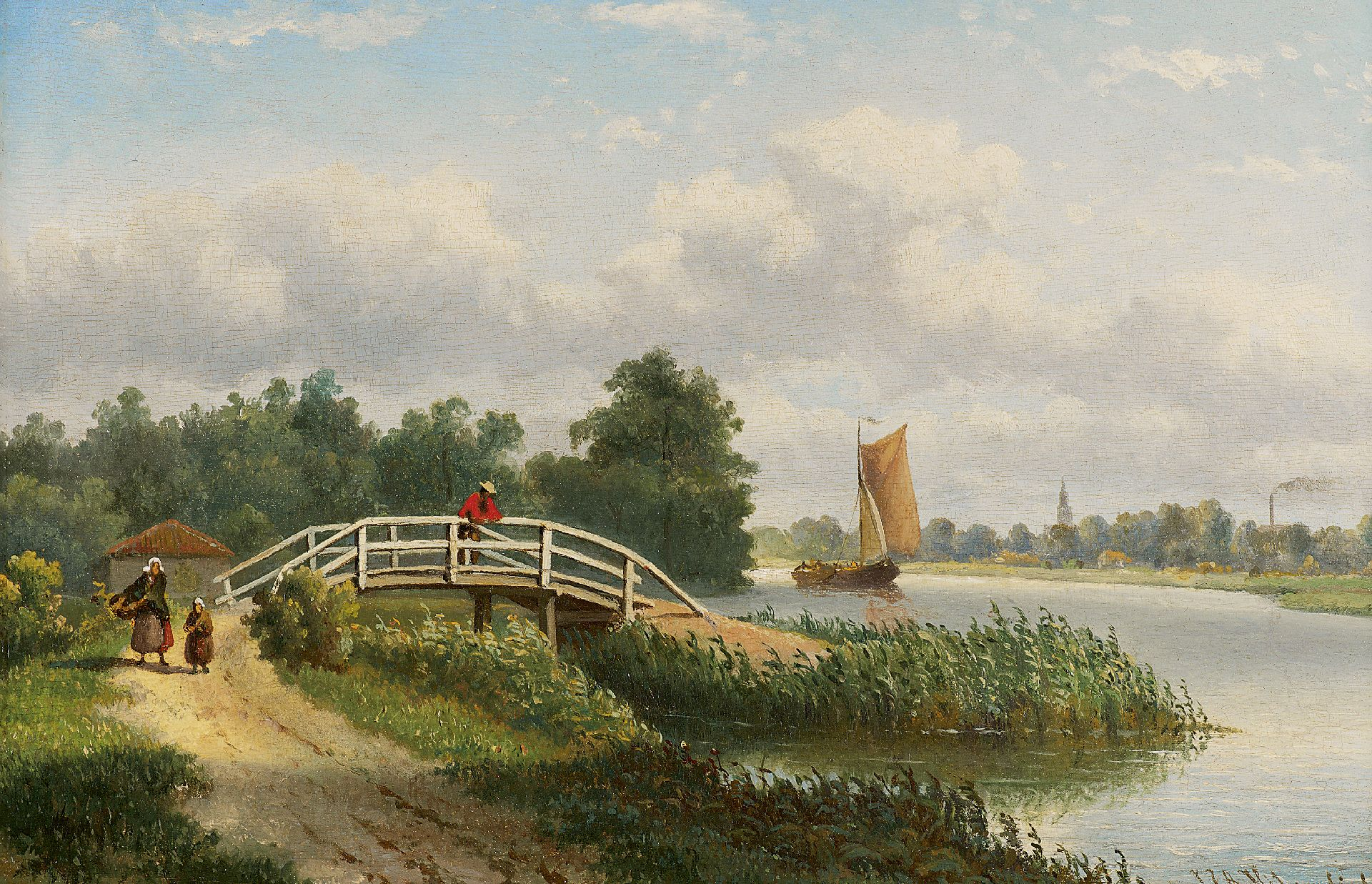
Sommerlandschaft mit Figuren entlang eines Flusses

Johannes Jacobus Antonius Hilverdink (* 22. Mai 1837 in Amsterdam; † 21. Oktober 1884 ebenda) war ein niederländischer Veduten- und Marinemaler, Radierer und Lithograf.
Er war Schüler seines Vaters Johannes Hilverdink (1813–1902).
Neben der Malerei beschäftigte er sich mit der Radierung und Lithografie. Er gab 1860 im Verlag E. C. Bührmann ein Bilderbuch mit den Ansichten von Amsterdam heraus. Er unternahm 1874 eine Reise in die Länder des Nahen Ostens, besuchte Jerusalem.
Er war als Kunstlehrer an öffentlichen Grundschulen in Amsterdam tätig.
Er nahm von 1853 bis 1880 an Ausstellungen in Amsterdam, Den Haag und Leeuwarden teil.
Hilverdink starb im Alter von 47 Jahren.